# Prix Mallarmé
Der Prix Mallarmé ist ein französischer prestigeträchtiger Literaturpreis für Poesie, der französischsprachigen Dichtern verliehen wird und von denen im Verleihungsjahr ein Sammelband veröffentlicht wurde. Als der Preis 1937 zum ersten Mal verliehen wurde, hieß er noch Prix de poésie, aber im darauffolgenden Jahr erhielt er seinen noch heute gültigen Namen: Prix Mallarmé. 
Dieser Preis wird von der Académie Mallarmé jährlich in Brive-la-Gaillarde anlässlich des Bücher-Festivals (Foie du Livre de Brive) verliehen und ist derzeit (2013) mit 3.800 Euro dotiert. In den Jahren 1941 und 1945 wurde der Preis nicht verliehen. 

## Preisträger

### Prix de poésie
- 1937: Jacques Audiberti: Race des hommes.

### Prix Mallarmé
- 1938: André Dez und Roger Lannes
- 1939: Patrice de La Tour du Pin
- 1939: Henri Hertz:
- 1939: Jean Follain:
- 1939: André Bellivier:
- 1940: Paul Bulliard:
- 1941: –
- 1942: Yannette Deletang-Tardif:
- 1943: Paul Laurentz:
- 1944: Pierre Reverdy
- 1945: –
- 1976: Andrée Chedid, Fraternité de la parole und Cérémonial de la violence
- 1977: Mac Guyon: Ce qui chante dans le chant.
- 1978: Jean Joubert: Poèmes.
- 1979: Jacques Izoard: Vêtu, dévêtu, libre.
- 1980: Yves de Bayser: Inscrire.
- 1981: Lionel Ray: Le corps obscur
- 1982: Pierre Dalle Nogare: Erosion, usure.
- 1983: Claude Esteban: Conjoncture du corps et du jardin.
- 1984: Josephe Rouffranche: Où va la mort des jours.
- 1985: Michel Deguy: Gisants.
- 1986: Henri Meschonnic: Voyageurs de la voix
- 1987: Vénus Khoury-Ghata: Monologue du mort
- 1988: Jean Pérol: Asile exil
- 1989: Guy Goffette: Éloge pour une cuisine de province.
- 1990: André Velter: L'Arbre-seul
- 1991: Bernard Vargaftig: Ou vitesse.
- 1992: Jacques Chessex: Les aveugles du seul regard.
- 1993: –
- 1994: Bernard Hreglich: Un ciel élémentaire
- 1995: Paul-Louis Rossi: Faïences
- 1996: Franck Venaille: Descente de l'Escaut
- 1997: Marie Etienne: Anatolie
- 1998: Mohammed Dib: L'enfant-jazz
- 1999: Benoît Conort: Main de nuit
- 2000: André Schmitz: Incises, Incisions
- 2001: Alain Veinstein: Tout se passe comme se
- 2002: Jacques Lovichi: Les derniers retranchements
- 2003: Jean Portante: L'étrange langue
- 2004: Olivier Barbarant: Essais de voix malgré le vent
- 2005: Hélène Dorion: Ravir les lieux
- 2006: Michel Butor: Seize Lustres
- 2007: Seyhmus Dagtekin: Juste un pont sans feu
- 2008: Jean Ristat: Artémis chasse à courre, le sanglier, le cerf et le loup
- 2009: Jean-Max Tixier: Parabole des nuées
- 2010: Robert Marteau: Le Temps ordinaire
- 2011: Annie Salager: Travaux de lumière
- 2012: Yves Namur: La Tristesse du Figuier
- 2013: Alain Duault: Les Sept prénoms du vent
- 2014: Hubert Haddad: La Verseuse du matin
- 2015: Werner Lambersy: La Perte du temps
- 2016: Gérard Bayo: Neige suivi de Vivante étoile
- 2017: Philippe Mathy: Veilleur d’instants
- 2018: Béatrice de Jurquet: Si quelqu’un écoute
- 2019: Claudine Bohi: Naître c’est longtemps
- 2020: Jean Le Boël: Jusqu’au jour
- 2021: Christian Viguié: Damages
- 2022: Christophe Mahy: À jour passant : Poèmes
- 2023: Béatrice Bonhomme: Monde, genoux couronnés